# Universidade do Estado da Bahia
A Universidade do Estado da Bahia (UNEB) é a maior instituição pública de ensino superior multicampi do estado da Bahia, estruturada em 24 campi, dentre os quais, os principais estão sediados nos bairros do Cabula e do Imbuí na cidade de Salvador, capital da Bahia, mas presente, geograficamente, em todas as regiões do Estado.

## História
Foi fundada em 1983 e mantida pelo Governo do Estado por intermédio da Secretaria da Educação do Estado da Bahia (SEC), está presente geograficamente em todas as regiões do Estado, estruturada no sistema multicampi.
A capilaridade de sua estrutura e abrangência de suas atividades está diretamente relacionada à missão social que desempenha. A UNEB possui 31 Departamentos instalados em 26 campi: um sediado na capital do estado, onde se localiza a administração central da instituição, e os demais distribuídos em 25 importantes municípios baianos de porte médio e grande.
Atualmente, a universidade disponibiliza mais de 170 opções de cursos e habilitações nas modalidades presencial e de educação a distância (EaD), nos níveis de graduação e pós-graduação, oferecidos nos 29 Departamentos. Vale destacar, nessa seara, o expressivo crescimento na oferta de cursos stricto sensu (mestrados e doutorados) nos últimos anos, em Salvador  e outras cidades, promovendo a interiorização da pós-graduação pública, gratuita e de qualidade.
Além dos câmpus, a UNEB está presente na quase totalidade dos 417 municípios do estado, por intermédio de programas e ações extensionistas em convênio com organizações públicas e privadas, que beneficiam milhões de cidadãos baianos, a maioria pertencente a segmentos social e economicamente desfavorecidos e excluídos. Alfabetização e capacitação de jovens e adultos em situação de risco social; educação em assentamentos da reforma agrária e em comunidades indígenas e quilombolas; projetos de inclusão e valorização voltados para pessoas deficientes, da terceira idade, LGBT, entre outros, são algumas das iniciativas que aproximam a universidade da sociedade.
A UNEB desenvolve também importantes pesquisas em todas as regiões em que atua. Alguns projetos trazem a marca da vanguarda acadêmica, a exemplo dos trabalhos nas áreas de robótica e de jogos eletrônicos pedagógicos, com os quais já conquistou premiações e o reconhecimento nacional e internacional. O corpo discente da instituição é estimulado a participar das pesquisas por meio de programas de iniciação científica e de concessão de bolsas de monitoria.
Com o apoio de sua comunidade acadêmica, dos muitos parceiros e da sociedade, a UNEB reafirma, a cada dia, seu compromisso de continuar trilhando o caminho que alia a excelência acadêmica à sua missão social, contribuindo, assim, para o desenvolvimento socioeducacional e econômico da Bahia e do país.
A UNEB foi criada pela Lei Delegada 66/83, que substituiu a Superintendência de Ensino Superior da Bahia (SESEB), que compreendia o Centro de Educação Técnica da Bahia (CETEBA), a Faculdade de Agronomia do Médio São Francisco (FAMESF), a Faculdade de Formação de Professores de Alagoinhas (FFPA), a Faculdade de Formação de Professores de Jacobina (FFPJ), a Faculdade de Formação de Professores de Santo Antônio de Jesus (FFPSA), a Faculdade de Filosofia, Ciências e Letras de Caetité (FFCLC) e a Faculdade de Filosofia, Ciências e Letras de Juazeiro (FFCLJ).
Em 2012 em avaliação da QS Quacquarelli Symonds University Rankings, a UNEB foi a décima melhor avaliada dentre instituições brasileiras das regiões Norte, Nordeste e Centro-Oeste do país, ficando atrás apenas de universidades federais, ou seja, a mais bem avaliada instituição estadual dessas três regiões. Em comparação com 2011, saiu da posição 175.ª para a 124.ª, subindo 51 colocações na lista QS Top Universities que reúne 250 universidades latino-americanas.

## Estrutura
Possui 31 departamentos, sendo 4 sediados em Salvador e outros 25 em centros regionais. Através de um programa especial em convênio com prefeituras municipais baianas, faz-se presente em aproximadamente 137 municípios, para, também, graduar professores em exercício na rede pública.
Um prédio antigo da Petrobras localizado no bairro da Calçada foi cedido, em fevereiro de 2016, à UNEB para sediar sua reitoria, com o propósito de estimular a ocupação do Centro Antigo de Salvador, próximo do qual está esse bairro da Cidade Baixa.

### Campi

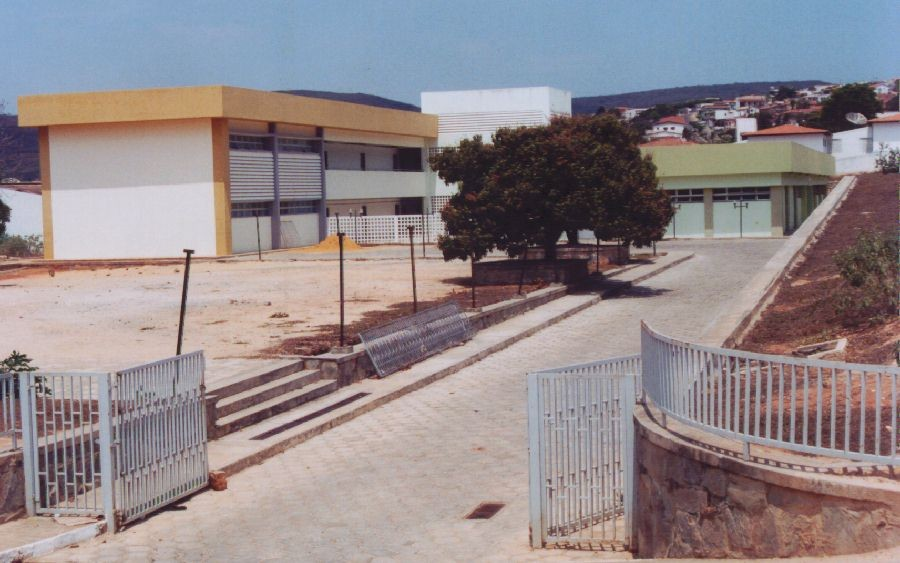
UNEB VI.

Mapa da Bahia com os municípios com campus da UNEB.

- Salvador — Campus I
- Alagoinhas — Campus II
- Juazeiro — Campus III
- Jacobina — Campus IV
- Santo Antônio de Jesus — Campus V
- Caetité — Campus VI
- Senhor do Bonfim — Campus VII
- Paulo Afonso — Campus VIII
- Barreiras — Campus IX
- Serrinha — Campus XI
- Guanambi — Campus XII
- Itaberaba — Campus XIII
- Conceição do Coité — Campus XIV
- Valença — Campus XV
- Irecê — Campus XVI
- Bom Jesus da Lapa — Campus XVII
- Eunápolis — Campus XVIII
- Camaçari — Campus XIX
- Brumado — Campus XX
- Ipiaú — Campus XXI
- Euclides da Cunha — Campus XXII
- Seabra — Campus XXIII
- Xique-Xique — Campus XXIV

#### Câmpus X
Campus X da Universidade do Estado da Bahia é uma subdivisão da Universidade do Estado da Bahia, situada em Teixeira de Freitas, O campus está localizado no bairro Kaikan e é um dos 24 campi da UNEB existentes no estado. Foi a primeira instituição de ensino superior instalada no extremo sul da Bahia.
O ensino superior em Teixeira de Freitas teve origem no ano de 1981, quando o local ainda era um povoado. A instalação se deu através da Superintendência do Ensino Superior da Bahia (SESEB) e do Centro de Educação Técnica da Bahia (CETEBA). Em 1990, passou a integrar a Universidade do Estado da Bahia (UNEB) e o campus recebeu o nome de Centro de Ensino Superior de Teixeira de Freitas. Neste mesmo ano, o campus ofertou o primeiro curso de Licenciatura Plena em Letras. Somente no ano de 1997 o local foi denominado Campus X.

## Ensino

### Graduação
- Administração — Salvador, Bom Jesus da Lapa, Eunápolis, Guanambi, Serrinha;
  - Micro e Pequenas Empresas — Santo Antônio de Jesus;
- Administração Pública — Polo da UAB de Brumado;
- Agronomia — Juazeiro;
- Arqueologia — Paulo Afonso;
- Ciências Biológicas — Alagoinhas, Barreiras, Caetité, Paulo Afonso, Senhor do Bonfim, Teixeira de Freitas;
- Ciências Contábeis — Salvador, Barreiras, Camaçari, Lauro de Freitas, Itaberaba, Senhor do Bonfim;
- Ciências Sociais — Salvador;
- Comunicação Social
  - Relações Públicas — Salvador
  - Radio e TV — Conceição do Coité
  - Jornalismo em Multimeios — Juazeiro, Seabra;
- Desenho Industrial/Design[14] — Salvador;
- Direito — Salvador, Camaçari, Brumado, Jacobina, Juazeiro, Paulo Afonso, Valença, Itaberaba;
- Educação Física — Alagoinhas, Guanambi, Jacobina, Teixeira de Freitas;
- Enfermagem — Salvador, Guanambi, Senhor do Bonfim;
- Engenharia Agronômica —  Barreiras, Euclides da Cunha;
- Engenharia de Bioprocessos e Biotecnologia —  Juazeiro;
- Engenharia de Pesca — Paulo Afonso, Xique-Xique;
- Engenharia de Produção Civil — Salvador;
- Engenharia Sanitária e Ambiental — Alagoinhas, Xique-Xique;
- Farmácia — Salvador;
- Filosofia — Salvador;
- Fisioterapia — Salvador;
- Fonoaudiologia — Salvador;
- Geografia — Jacobina, Caetité, Santo Antônio de Jesus, Serrinha;
- História — Salvador, Alagoinhas, Caetité, Conceição do Coité, Eunápolis, Itaberaba, Jacobina, Santo Antônio de Jesus, Teixeira de Freitas;
- Jogos Digitais [15] — Salvador;
- Letras
  - Língua Espanhola e Literaturas — Salvador, Santo Antônio de Jesus;
  - Língua Francesa e Literaturas — Alagoinhas;
  - Língua Inglesa e Literaturas — Salvador, Alagoinhas, Caetité, Conceição do Coité, Jacobina, Santo Antônio de Jesus, Seabra, Teixeira de Freitas;
  - Língua Portuguesa e Literaturas — Salvador, Alagoinhas, Barreiras, Brumado, Caetité, Conceição do Coité, Euclides da Cunha, Eunápolis, Ipiaú, Irecê, Itaberaba, Jacobina, Santo Antônio de Jesus, Seabra, Teixeira de Freitas, Xique-Xique;
- Matemática — Alagoinhas, Caetité, Barreiras, Paulo Afonso, Senhor do Bonfim, Teixeira de Freitas;
- Medicina — Salvador;
- Nutrição — Salvador;
- Pedagogia — Salvador, Barreiras, Bom Jesus da Lapa, Guanambi, Irecê, Itaberaba, Juazeiro, Lauro de Freitas, Paulo Afonso, Senhor do Bonfim, Serrinha, Teixeira de Freitas, Valença;
- Psicologia — Salvador;
- Química — Salvador;
- Sistemas de Informação/Análise de Sistemas — Salvador, Alagoinhas;
- Turismo — Eunápolis;
- Turismo e Hotelaria — Salvador;
- Urbanismo — Salvador.

### Pós-GraduaçãoStricto Sensu
A UNEB possui 24 programas de pós-graduação stricto sensu que oferecem cursos de mestrado e 6 programas de pós-graduação stricto sensu que oferecem cursos de doutorado.
Os programas de pós-graduação que oferecem cursos de mestrado são os seguintes:
- Educação e Contemporaneidade (PPGEduC) - Campus I: Salvador;
- Educação de Jovens e Adultos (MPEJA) - Campus I: Salvador;
- Ensino de História (ProfHistoria) - Campus I: Salvador;
- Gestão e Tecnologia Aplicadas à Educação (GESTEC) - Campus I: Salvador;
- Estudo de Linguagens (PPGEL) - Campus I: Salvador;
- Estudos Territoriais (PROET) - Campus I: Salvador;
- Química Aplicada (PGQA) - Campus I: Salvador;
- Saúde Coletiva (MEPISCO) - Campus I: Salvador;
- Ciências Farmacêuticas (PPGFARMA) - Campus I: Salvador;
- Ensino de Física (ProfFísica) - Campus I: Salvador;
- Estudos Africanos, Povos Indígenas e Culturas Negras (PPGEAFIN) - Campus I: Salvador;
- Crítica Cultural (Pós-Crítica) - Campus II: Alagoinhas;
- História (Pós-História) - Campus II: Alagoinhas;
- Modelagem e Simulação de Biossistemas (PPGMSB) - Campus II: Alagoinhas;
- Agronomia: Horticultura Irrigada (PPGHI) - Campus III: Juazeiro;
- Ecologia Humana e Gestão Socioambiental (PPGEcoH) - Campus III: Juazeiro;
- Educação, Cultura e Territórios Semiáridos (PPGESA) - Campus III: Juazeiro;
- Educação e Diversidade (MPED) - Campus IV: Jacobina; Campus XIV: Conceição do Coité;
- História Regional e Local (PPGHIS) - Campus V: Santo Antônio de Jesus;
- Profissional em Letras (Profletras) - Campus V: Santo Antônio de Jesus;
- Ensino, Linguagem e Sociedade (PPGELS) - Campus VI: Caetité;
- Biodiversidade Vegetal (PPGBVeg) - Campus VIII: Paulo Afonso; Campus II: Alagoinhas; Campus VII: Senhor do Bomfim;
- Intervenção Educativa e Social (MPIES) - Campus XI: Serrinha;
- Letras (PPGL) - Campus X: Teixeira de Freitas.

Os programas de pós-graduação que oferecem cursos de doutorado são os seguintes:
- Educação e Contemporaneidade (PPGEduC) - Campus I: Salvador;
- Estudo de Linguagens (PPGEL) - Campus I: Salvador;
- Crítica Cultural (Pós-Crítica) - Campus II: Alagoinhas;
- Ecologia Humana e Gestão Socioambiental (PPGEcoH) - Campus III: Juazeiro;
- Agroecologia e Desenvolvimento Territorial (PPGADT) - Campus III: Juazeiro (em parceria com a UNIVASF e UFRPE);
- Multi-Institucional Multidisciplinar em Difusão do Conhecimento (DMMDC) - Campus XIX: Camaçari (em parceria com a UFBA, IFBA, LNCC, SENAI-CIMATEC, UEFS).

## Reitores
- 1983–1984: Edivaldo Boaventura[17]
- 1984–1985: Antônio Fábio Dantas[17]
- 1986–1989: José Edelzuíto Soares[17]
- 1990–1993: Joaquim de Almeida Mendes[17]
- 1994–1997: Antônio Raimundo dos Anjos[17]
- 1998–2005: Ivete Alves do Sacramento[17]
- 2006–2013: Lourisvaldo Valentim da Silva[17]
- 2014–2021: José Bites de Carvalho[17][18]
- 2022–presente: Adriana dos Santos Marmori Lima[19]

## Periódicos científicos
A UNEB editora os seguintes periódicos científicos:
- Revista da FAEEBA - Educação e Contemporaneidade[20];
- Revista Baiana de Educação Matemática;
- Plurais – Revista Multidisciplinar;
- Revista Ouricuri;
- Práticas e Cuidado: Revista de Saúde Coletiva;
- Revista Internacional de Educação de Jovens e Adultos;
- Revista Brasileira de Pesquisa (Auto)Biográfica;
- Tabuleiro de Letras.